# IC 1886
IC 1886 ist eine linsenförmige Galaxie vom Hubble-Typ S0 im Sternbild Eridanus am Südsternhimmel. Sie ist schätzungsweise 384 Millionen Lichtjahre von der Milchstraße entfernt und hat einen Durchmesser von etwa 115.000 Lj.

Im selben Himmelsareal befinden sich u. a. die Galaxien NGC 1221, NGC 1223, NGC 1225. 
Das Objekt wurde am 9. Dezember 1893 von Guillaume Bigourdan entdeckt.